# Anthipes
Anthipes is een geslacht van zangvogels uit de familie vliegenvangers (Muscicapidae).

## Soorten
Het geslacht kent de volgende soorten:
- Anthipes monileger – Witbefvliegenvanger
- Anthipes solitaris – Roodteugelvliegenvanger